# خورخه ویوالدو
خورخه ویوالدو (انگلیسی: Jorge Vivaldo؛ زادهٔ ۱۸ فوریهٔ ۱۹۶۷) بازیکن فوتبال اهل آرژانتین است.
از باشگاه‌هایی که در آن بازی کرده‌است می‌توان به باشگاه فوتبال آرسنال ساراندی اشاره کرد.